# Velkommen Hjem
Velkommen hjem et tv-program på Danmarks Radios kanal DR1.
Aktualitetsprogrammet Velkommen hjem er et program på to gange en halv time der sendes før og efter TV-Avisen 18:30 fra årskiftet 2006/2007 direkte fra Rådhuspladsen i København. 
Velkommen hjem var Danmarks Radios ledelses svar på de mange problemer som der havde været med at få seere nok til TV-Avisen. Ledelsen havde i lang tid bl.a. beskyldt børneprogrammet Fjernsyn for dig der blev sendt 18:00 for at TV-Avisen havde for få seere. Derfor besluttede man sig for i oktober 2005 at rykke børnenes halve time til 17:30, for at give plads til den nye opfindelse Velkommen hjem der skulle give flere seere til kanalen DR1.
I august 2006 blev det erklæret at to af de nye værter på programmet skulle være henholdsvis TV2 sportsværten Sisse Fisker og radioværten fra DR Mads Steffensen, der var kendt fra radioprogrammet Mads og Monopolet.
Programmets chef er Ulrik Skotte der fik jobbet efter en karriere på TV-Avisen. Redaktør på programmet blev bl.a. Claus Letort, der blev kendt i offentligheden, da han indledte et parforhold til tv-værten Natasja Crone, og siden overtog dækningen af det royale stof for DR.
Men programmets rigtige navn kom nu til at være Aftenshowet.